# Æthelbald van Mercia

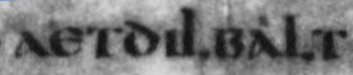
Æthelbalds naam op het Ismere Diploma, een handvest uit 736

Æethelbald (ook wel gespeld als Aethelbald of Ethelbald) (gestorven 757) was van 716 totdat hij in 757 werd vermoord, koning van Mercia, het gebied dat in Engeland nu bekendstaat als de Midlands. Æthelbald was de zoon van Alweo en een kleinzoon van Eowa, een broer van Penda. Æthelbald kwam na de dood van zijn neef, koning Ceolred op de troon. Ceolred had hem eerder in ballingschap gestuurd.  Tijdens zijn lange regering werd Mercia het dominante koninkrijk van de Angelsaksen. Æthelbald slaagde erin om de preëminente positie te herstellen die Mercië in de zevende eeuw onder de sterke Mercische koningen Penda en Wulfhere had genoten.
Toen Æthelbald op de troon kwam werden zowel Wessex als Kent door sterkere koningen regeerd, maar binnen vijftien jaar beschrijft de contemporaine chroniqueur Bede dat Æthelbald geheel Engeland bezuiden de rivier Humber regeerde. De Anglo-Saxon Chronicle neemt Æthelbald niet op in de lijst van Bretwalda's, of "Heersers van Britannia",  maar dit kan te maken hebben met de West-Saksische oorsprong van deze Kroniek.
Sint-Bonifatius schreef Æthelbald rond het jaar 745 een bestraffende brief waarin hij hem aansprak op zijn losbandige leven en op zijn ongodsdienstig gedrag. De kort daarna, in 747, georganiseerde kerkvergadering van Clovesho en een charter dat Æthelbald in 749 in Gumley deed uitvaardigen en dat de kerk van een aantal eerder opgelegde verplichtingen ontsloeg, kunnen reacties zijn geweest op deze brief van Bonifatius. Æthelbald werd in 757 door zijn eigen lijfwachten gedood. Hij werd aanvankelijk opgevolgd door Beornred, over wie verder weinig bekend is, maar binnen een jaar na Æthelbalds dood had Offa, de kleinzoon van Æthelbalds neef Eanwulf, mogelijk na een korte burgeroorlog de troon gegrepen.  Onder Offa ging Mercia zijn meest welvarende en invloedrijke periode tegemoet.

## Vroege jaren en afstamming
Æthelbald is afkomstig uit de Mercische koninklijke lijn, dit hoewel zijn vader, Alweo, zelf nooit koning was. Alweo's vader was Eowa, die de troon enige tijd kan hebben gedeeld met zijn broer, Penda van Mercia. De Angelsaksische kroniek maakt geen melding van Eowa; hoewel het de regeerperiode van Penda aangeeft als de dertig jaren tussen 626-656, toen Penda werd gedood tijdens de Slag bij Winwaed. Twee latere bronnen noemen Eowa echter wel als koning: de Historia Brittonum en de Annales Cambriae. De Annales Cambriae is de bron voor 644 als het jaar van overlijden van Eowa tijdens de Slag bij Maserfield, waar Penda koning Oswald van Northumbria versloeg. Details over Penda's bewind zijn schaars, en het is een zaak van speculatie of Eowa een onderkoning was, die verantwoording moest afleggen aan Penda, of dat in plaats daarvan Eowa en Penda onder zich hadden verdeeld. Als zij het koninkrijk Mercia zouden hebben verdeeld, is het waarschijnlijk dat Eowa het noorden van Mercia regeerde, aangezien Penda's zoon Peada later als de koning van Zuid-Mercia werd aangesteld door Northumbrische Oswiu, die de Mercianen in 656 had verslagen, een gebeurtenis waarbij Penda werd gedood. Het is mogelijk dat Eowa in de Slag bij Winwaed tegen zijn broer Penda vocht.
Tijdens Æthelbald jeugd werd Mercia geregeerd door de dynastie van Penda; Ceolred, een kleinzoon van Penda en dus een achterneef van Æthelbald, was van 709 tot 716 koning van Mercia. Een vroege bron, Felix', Life of Saint Guthlac, onthult dat het Ceolred was die Æthelbald in ballingschap stuurde. Guthlac was een Mercische edelman die een militaire carrière opgaf om eerst monnik in Repton en later kluizenaar te worden in een tumulus bij Crowland, in de East-Anglian Fens. Tijdens Æthelbalds ballingschap zochten hij en zijn mannen ook hun toevlucht in de Fens, waar zij Guthlac bezochten. Guthlac had sympathie voor de zaak van Aethelbald's zaak, misschien vanwege Ceolreds onderdrukking van de kloosters. Andere bezoekers van Guthlac waren bisschop Haedde van Lichfield, een invloedrijke Merciaan. Het kan zijn dat Guthlacs steun Æthelbald van pas kwam bij het verkrijgen van de troon. Na de dood van Guthlacs dood had Æthelbald een droom waarin Guthlac hem grootheid profeteerde. Toen hij koning was geworden beloonde Æthelbald de later heilig verklaarde Guthlac met een een eigen abdij in Crowland.

## Leven
Æthelbald bracht zijn jeugd door in ballingschap, volgens zijn biografie door Guthlac van Crowland, die hem en zijn volgelingen vaak onderdak en bescherming bood. Na de dood van Coelred keerde hij terug als diens opvolger.
Æthelbald vestigde met succes de macht van Mercia over het zuiden van Engeland. In het begin van zijn periode was de invloed van Wessex nog zeer groot, maar na de dood van koning Ine van Wessex in 726 veranderde dit. 
Er ontstond onenigheid over zijn opvolging. Nadat Æthelheard (koning van Wessex van 726 tot 740) de troon had opgeëist, moest hij genoegen nemen met een regering onder het gezag van Mercia. Dit kan het gevolg zijn geweest van het feit dat Æthelbald zijn aanspraak op de troon had gesteund. Niettemin was er sprake van wrijving, aangezien Æthelbald naar Wessex optrok.
Ook maakte Æthelbald gebruik van de afwezigheid van Eadberht van Northumbria (die in gevecht was gewikkeld met de noordelijke Picten) om diens gebied binnen te vallen en York plat te branden.
Gedurende zijn hele regeringsperiode was hij in strijd met de Welsh. In 722 werd Mercia door hen verslagen. In 743 trokken Æthelbald en Æthelheards opvolger Cuthred samen op tegen de Welsh.
Cuthred was vastbesloten de hegemonie van Mercia over Wessex te beëindigen en hij versloeg Æthelbald in een slag in 752. Dit bracht enig jaren van redelijke onafhankelijkheid, maar aan het eind van zijn leven wist Æthelbald de oude situatie te herstellen.
In 746 of 747 ontving Æthelbald een brief van Bonifatius, de bisschop van Mainz, waarin hem zijn gedrag werd verweten ten opzichte van kerkelijke eigendommen en nonnen. Ook zou hij volgens deze brief een slecht voorbeeld zijn voor zijn onderdanen.

## Overlijden
In 757 werd Æthelbald in Seckington, Warwickshire, ter dood gebracht. Dit plaatsje lag vlak bij de koninklijke zetel van Tamworth. Volgens een latere voortzetting van Beda's Ecclesiastical History werd hij 's nachts verraderlijk vermoord door zijn eigen lijfwacht. De redenen voor deze toch wel drastische daad wordt niet vermeld. De aanleiding was wellicht een vete, maar het kan ook het werk zijn geweest van zijn kortstondige opvolger Beornred of Beornrad.  Æthelbald werd begraven in  Repton, in een crypte die nog steeds te zien is; een tijdgenoot rapporteert een visioen te hebben gekregen, waar hij Æthelbald in de hel zou hebben gezien. Dit versterkt de indruk van een koning die niet overal even geliefd was. De kloosterkerk in Repton werd waarschijnlijk in opdracht van Æethelbald zelf gebouwd om als koninklijk mausoleum te dienen; onder de andere graven in de crypte is ook die van Wigstan

## Voetnoten
1. ↑  De spelling "Æthelbald" gebruikt het Angelsaksische alfabet en kan dus als de meest authentieke vorm van de naam worden beschouwd; de naam wordt in secundaire bronnen soms ook gemoderniseerd tot "Aethelbald" of "Ethelbald"
2. ↑  Kirby, Earliest English Kings, blz. 91.
3. ↑  Zie de genealogie in figuur 8 van de appendix in Kirby, Earliest English Kings, blz. 227
4. 1 2 3  Kirby, Earliest English Kings, blz. 129
5. ↑  Campbell, The Anglo-Saxons, blz. 82.
6. ↑  Stenton, Anglo-Saxon England, blz. 203-205.
7. ↑  Campbell, The Anglo-Saxons, blz. 94.
8. ↑  De "voortzetting van Bede" is door andere handen dan Bede's, hoewel de eerste paar bijdragen van Bede zelf zijn.Bede's Ecclesiastical History of England: Christian Classic Ethereal Library[dode link].
9. ↑  Kirby, Earliest English Kings, blz. 134
10. ↑  Swanton, The Anglo-Saxon Chronicle, blz. 48-49.
11. ↑  Fletcher, Who's Who, blz. 116.

- Gemeinsame Normdatei: 130275220
- International Standard Name Identifier: 0000 0000 1729 6347
- Virtual International Authority File: 67569125